# 毛原の棚田

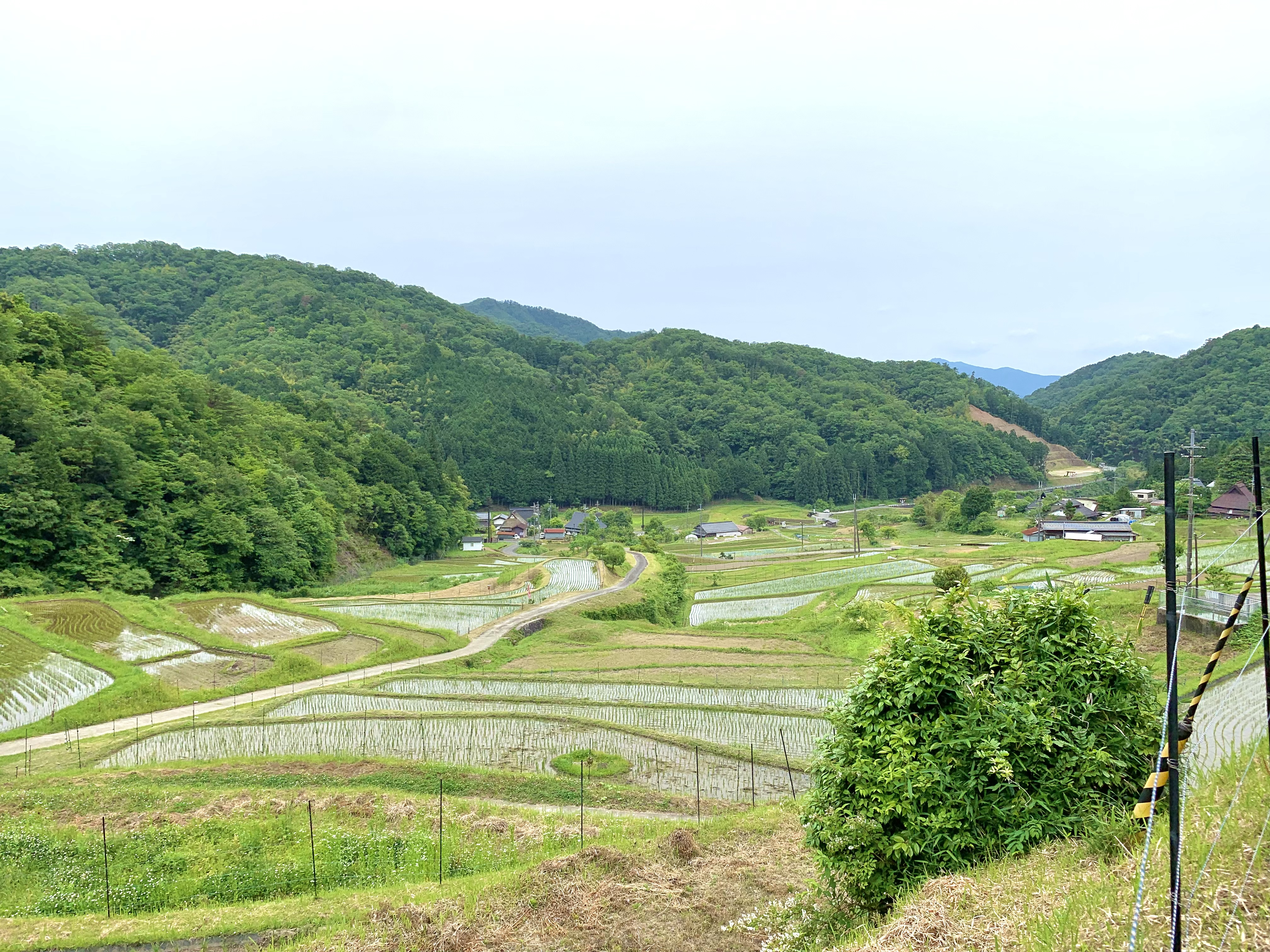
毛原の棚田（2022年6月）

毛原の棚田（けはらのたなだ）は、酒呑童子の伝説で知られる大江山の山麓にある京都府福知山市大江町毛原に形成された棚田。農林水産省によって「日本の棚田百選」や「つなぐ棚田遺産」に選定されている。

## 地理・規模
宮川の支流・毛原川沿いのY字型の谷、幅200メートルほどの範囲に広がっている。標高100～200メートルの高地で、南向きの斜面に650枚ほどの田畑が連なるが、山際の1ヘクタールほどは耕作放棄されている。
棚田は全国的には地すべりを起こした地に形成された例が目立つが、毛原の棚田は背後の大江山から流れ出た土石流が堆積した傾斜地に拓かれた。山間部にあって傾斜がゆるく、土が深いこと、谷間にあって水が引きやすいことなどから水田が拓かれたものとみられる。法面の構造は石積みと土坡で成り、谷川の水を水源とする。
棚田1枚の区画は平均0.8アールだが、耕作されている棚田の実際は1～3アールほどのものが多いとみられる。傾斜は10分の1程度と平均的ともやや緩いとも評され、段高は1メートル前後から1メートル未満となっている。
棚田の間を縫うように5本の農道が走り、これらは「散策道」と呼ばれる。民家や水車小屋などが点在し、棚田を見下ろす高地に展望台が設置され、さらにその最上部には氏神の大岩神社がある。一帯は2007年（平成19年）に丹後天橋立大江山国定公園に指定された。

## 歴史

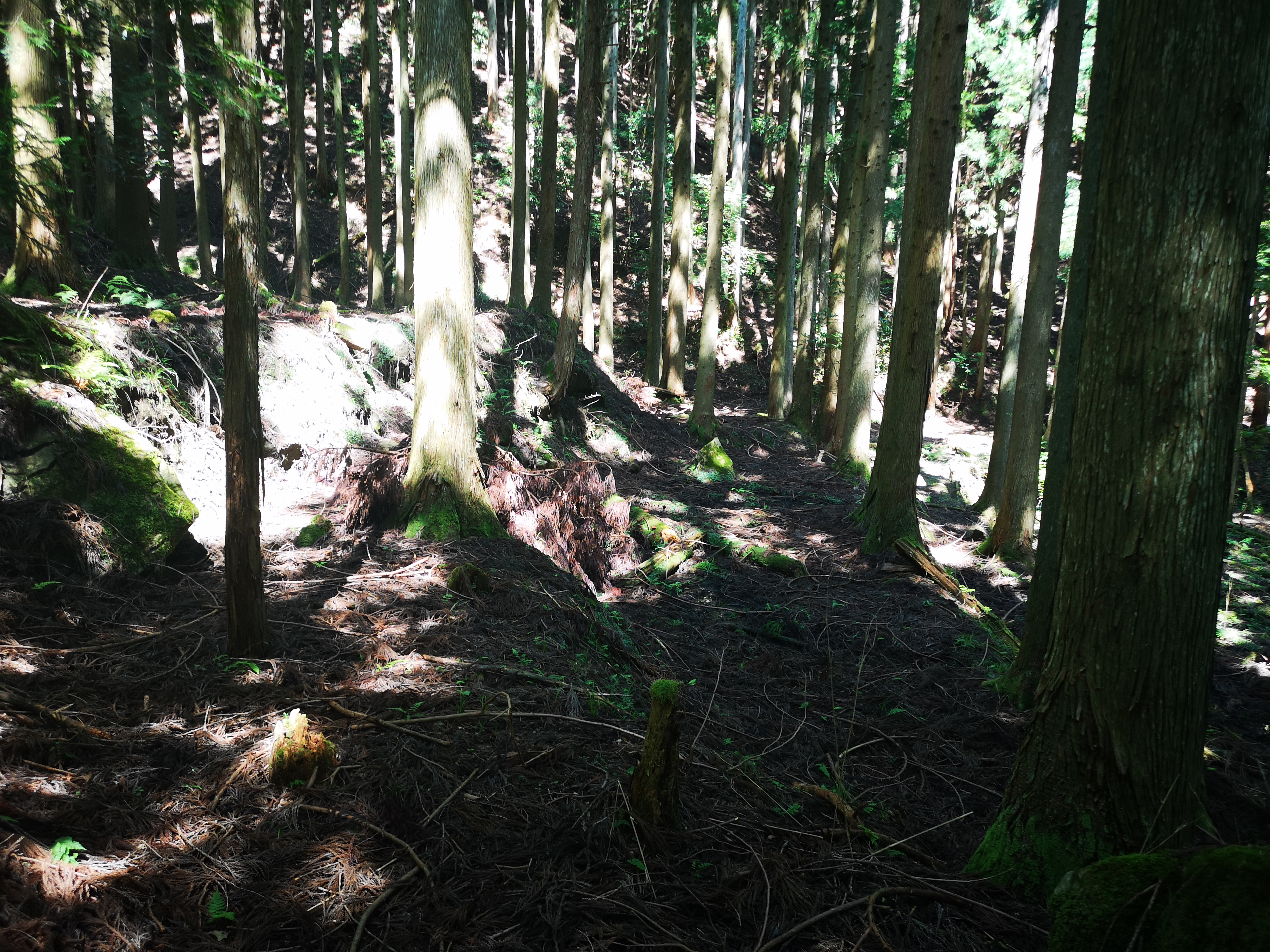
1960年代に杉林に転換された大岩神社周辺の元・棚田

毛原に集落が拓かれたのは奈良時代から鎌倉時代にいたる中世と考えられ、棚田もこの頃より徐々に形成されたものとみられる。古くは「毛原百石」ともいわれ、粘土質の水田で良質なコメができることで知られている。かつては舞鶴市に通じる元不甲道に沿って尾根の頂近くまで斜面一面に棚田を形成したが、1960年代に減反政策により山頂付近から徐々に耕作放棄され、杉林への転換が進んだ。
1980年代には圃場整備の計画もあったが、土壌の変化や水の確保への懸念から地元住民の反対根強く、実現には至らなかった。そのため周辺の地区に比べて農作業の効率化が進んでいなかったが、1997年（平成9年）以降、圃場整備が行われなかったことで残った棚田の景観を活かしたまちおこしが地域活性化の主要な取組として注目を集めることとなった。
1999年（平成11年）、農林水産省によって「日本の棚田百選」に選定された。京都府内では袖志の棚田とこの毛原のみの選定である。2008年（平成20年）には、京都府選定文化的景観に選定された。
休耕田を活用したビオトープ池や、伝統的な農法によって良好な里地里山生態系が保たれ、里地里山の典型的な生態系の種であるカヤネズミ、トノサマガエル、フクロウ、メダカなど山に特徴的な種が生息している。このため、2015年（平成27年）に環境省によって生物多様性保全上重要な里地里山に選定された。
2017年（平成29年）頃の耕作面積は約7ヘクタールで、棚田枚数は600枚。耕作率は70パーセントとなっている。2022年（令和4年）、農林水産省によってポスト棚田百選とも呼ばれる「つなぐ棚田遺産」に選定された。

## 保存活動

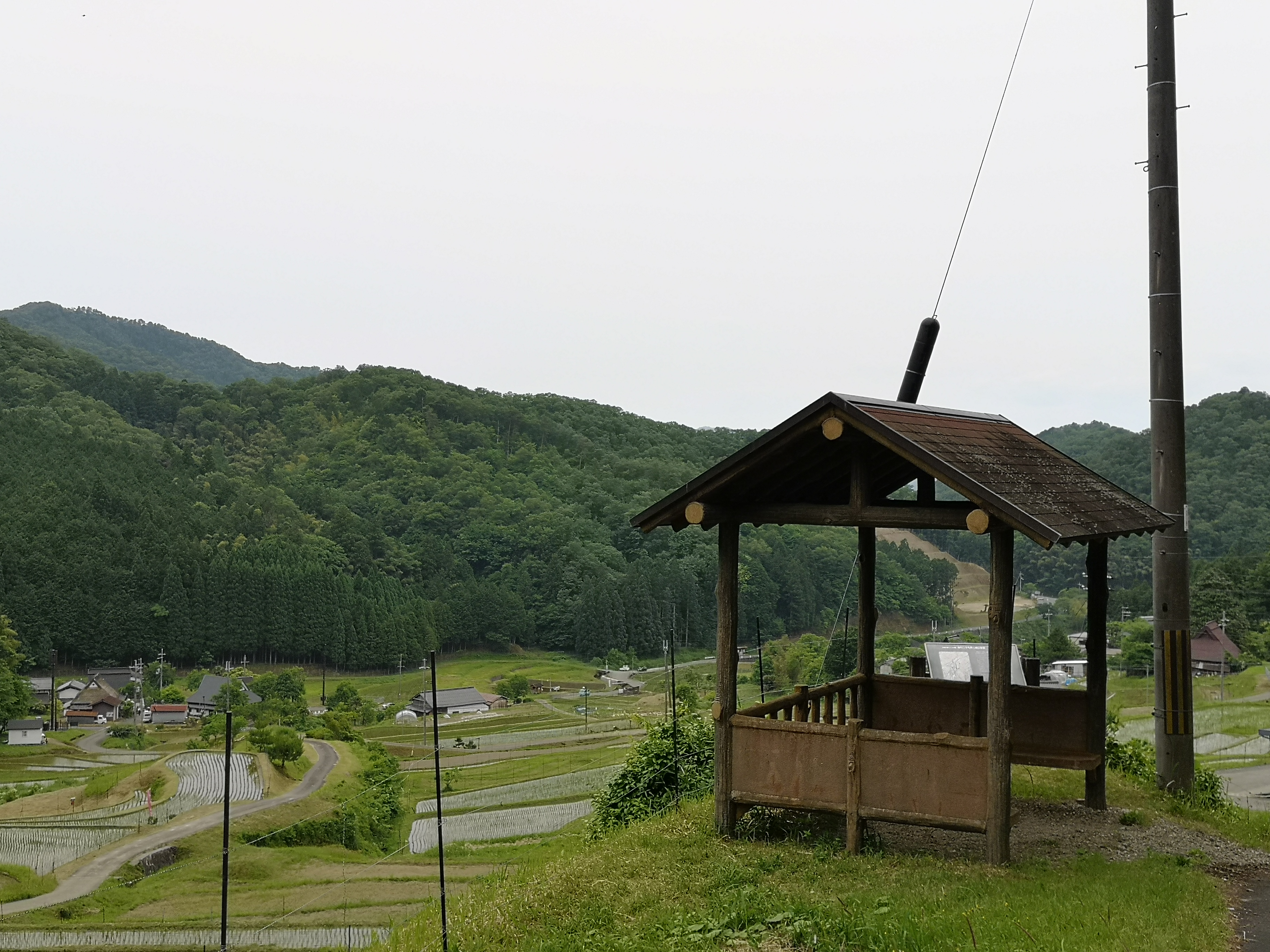
棚田を見下ろす展望台

1990年代より注目され始めたグリーンツーリズムは新たな中山間地域対策、また環境保全型農業の一つとして積極的に推進され始めた。
地区では1996年（平成8年）、「ふるさと水と土保全モデル事業」を導入し、棚田の景観を活かしながら集落内の道路整備などが進められた。圃場整備が難しかった環境を逆手に取りつつ、農作業の効率化を図る試みで、住民たちの田畑の基本的なところを残しながら、農作業の一定の機械化を可能にすることで集落の維持を図った。
1997年（平成9年）春より「みんなで守ろう心のふるさと毛原の棚田」を合言葉に棚田を利用した交流事業「棚田農業体験ツアー」が始まり、翌年には「棚田オーナー制度」がスタート、事業は「ツアー」と「オーナー」の二本柱で定着した。
復元された水車や展望台を設置し、観光資源としての活用が図られている。

### 棚田農業体験ツアー
1997年（平成9年）、棚田で行われている稲作を他地域の人に知ってもらおうと、田植えと稲刈りの年2回開催される体験事業として住民を中心とした実行委員会を設立して開始。合言葉に「みんなで守ろう心のふるさと毛原の棚田」を掲げ、棚田の景観を活かした地域活性化を図った。参加者は地区の運動会にも招待された。参加者は京都市内を中心に大阪府、滋賀県などから集まった。
2000年（平成12年）には、ツアー以外にも地元タウン誌が募集したグループや学生有志が田植えに参加するなど新たな展開を見せている。また、参加者との交流の中で、地区住民の活気も生み出された。ツアーの様子は各種メディアでも取り上げられ、地区外で暮らす毛原出身者への現状を知ってもらうきっかけになってもいる。

### 棚田オーナー制度
1998年（平成10年）、棚田農業体験ツアーの盛り上がりに後押しされ始まった。
最高評価の「就農・交流型」オーナー制度に分類される。年間を通じて水田の管理を行う。最初の参加負担金は一口3万円、1.1ヘクタールの棚田にコシヒカリと酒米「五百万石」を栽培、秋には一口あたりコシヒカリ30kgと、ハクレイ酒造の日本酒「大鬼」を受け取った。
2022年（令和4年）現在は、毎回10組ほど、1組5万円の会費で地元農家が指導し参加者自ら耕作する。1組あたり棚田2枚、約600平方メートルの水田を借り受け、耕耘機や田植え機、手押しのコンバインなどの農機も用いて稲作体験をするもので、平均100平方メートル程度の他地区の棚田オーナー制度に比べはるかに本格的な就農体験ができる。毛原の棚田オーナーの来訪回数は年間10回と多く、受け取る棚田米は1組あたり約120キログラム。
棚田オーナーは地区の人々と様々なことを話し合い、懇親会も行っている。都市からの移住者獲得、関係人口の増加を目指し、すでに都市からの定住者も誕生している。

## 特産物

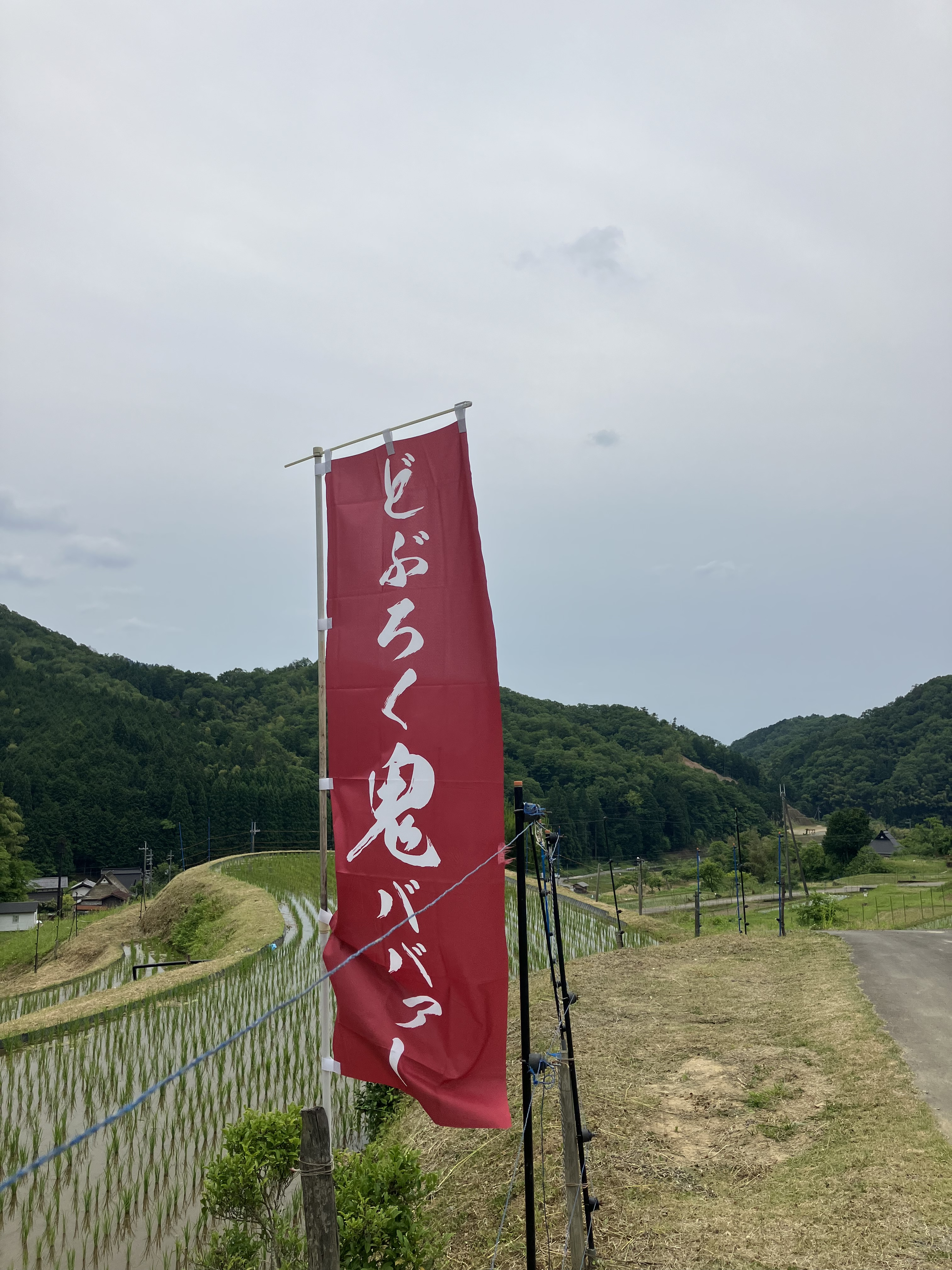
どぶろく用のコシヒカリを栽培している田ののぼり

毛原の棚田は日当たりが良く、水も澄んでいるが、高地のため収穫量は少ない。
酒米は「五百万石」を栽培し、純米吟醸生酒「大鬼」に用いられるほか、毛原地区内でどぶろく「棚田の里」の醸造に用いられる。コシヒカリは「鬼力の棚田米」と名付けられ、甘みのあるモチモチ感が特徴とされる。
毛原の棚田で作られたコシヒカリを使って大江町内で醸造された「酒呑童子の里どぶろく鬼ババァー」が2022年の「どぶろくコンテスト」の濃芳醇の部で入賞した。鬼ババァーは過去最優秀賞3回、優秀賞を4回受賞しており、入賞は今回が4回目である。

## アクセス
- 公共交通機関
  - 京都丹後鉄道宮福線「大江山口内宮駅」下車
- 乗用車
  - 舞鶴若狭自動車道福知山インターチェンジ – 国道9号 – 175号線　[1]
  - バス停は、福知山市街地 – 宮津間の道路と毛原方面への小道との分岐点にある[3]。